# Павлов Борис Михайлович
Борис Михайлович Павлов (25 травня 1903 — 8 червня 1958) — радянський кінорежисер документальних фільмів.

## Біографія
Народився 25 травня 1903. У 1928 році закінчив режисерський факультет Київського театрального технікуму. З 1927 року працював в області навчального кіно:
- у 1928 році — на кіностудії «Узбеккіно»;
- у 1930–1940 роках — на Київській студії художніх фільмів;
- у 1940–1943 і 1945–1958 роках — на Київської студії хронікально-документальних фільмів.

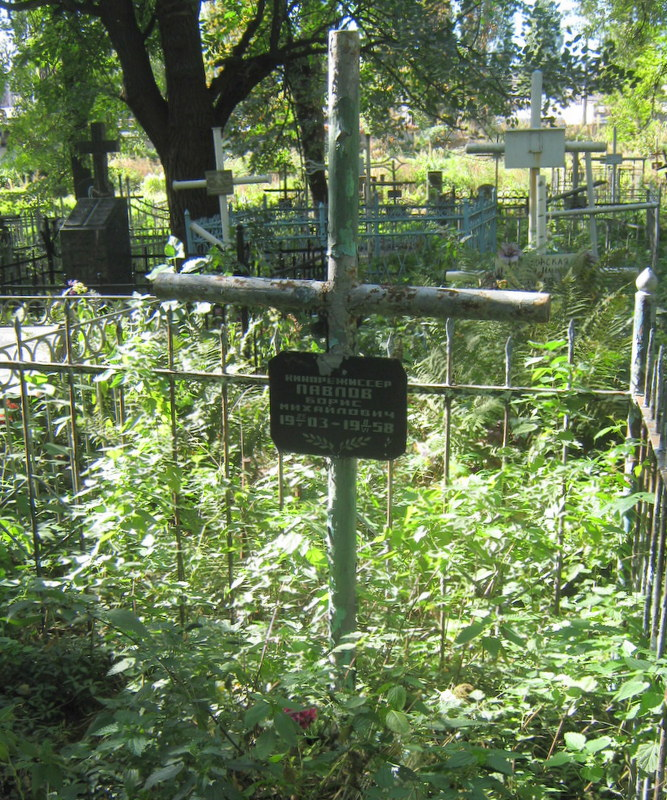
Могила Бориса Павлова

Помер 8 червня 1958 року. Похований в Києві на Лук'янівському цвинтарі (ділянка № 45-ІІ).

## Творчість
Поставив фільми:
- «Майстри каучуківництва» (1947);
- «Електрика на службі сільського господарства» (1950);
- «Фабрика пшениці» (1955);
- «Різьба для передачі руху і зусилля» (1956);
- «Леся Українка» (1957) та інші.